# Henry Justin Allen
Henry Justin Allen (Warren megye, 1868. szeptember 11. – Wichita, 1950. január 17.) az Amerikai Egyesült Államok szenátora (Kansas, 1929–1930).